# مارجوري سويتنغ
مارجوري ماري سويتنغ (بالإنجليزية: Marjorie Mary Sweeting)‏ ‏ (1994-1920) هي عالمة بريطانية في مورفولوجيا الأرض مُتخصصة في ظاهرة كارست. تَخرجت من كلية نيونهام في كامبريدج عام 1981، وكانت في الفترة ما بين 1948-1951 زميلة باحثة في كلية نيونهام في كامبريدج، وفي الفترة ما بين 1954-1987 عملت زميلة ومدرسة فخرية في كلية سانت هيو في أكسفورد، وفي نفس الفترة عملت مُحاضرة وقارِئة في جامعة أكسفورد.

## مؤلفاتها
- في عام 1972 نَشرت كتاب تشكيلات كارست الأرضية (Karst Landforms).[4]
- في عام 1982 نشرت كتاب جيومورفولوجيا كارست (أوراق مرجعية في الجيولوجيا) (Karst Geomorphology (Benchmark papers in geology)).[5]
- في عام 1995 نَشرت كتاب كارست في الصين: الجيومورفولوجيا والبيئة (Karst in China: its Geomorphology and Environment) وذلك بعد سنوات عديدة من العمل كانت بدايتها في عام 1977، وهي تمثل أول دراسة للتضاريس الكارستية في الصين عن طريق عالم جيومورفولوجيا غربي.[6]

## روابط خارجية
- مجموعة أكسفورد للجيولوجيا/مارجوري سويتنغ.